# Guido Frisoni
Guido Frisoni (* 11. Oktober 1970 in Stadt San Marino) ist ein ehemaliger san-marinesischer Radrennfahrer.

## Sportliche Laufbahn
Frisoni war im Straßenradsport aktiv und Teilnehmer der Olympischen Sommerspiele 1992 in Barcelona. Das olympische Straßenrennen beendete er nicht. Bei den Spielen der kleinen Staaten von Europa im Radsport startete er mehrfach im Straßenrennen und im Einzelzeitfahren. Der 6. Platz im Straßenrennen 2011 war dabei sein bestes Ergebnis. 
1994 und 1995 war er Berufsfahrer im Radsportteam Mercatone Uno, in dem auch Mario Cipollini fuhr. Er hatte als Radprofi aber keine Erfolge.